# Koszovó himnusza
Az Evropa (magyarul: Európa) a Koszovói Köztársaság nemzeti himnusza, Mendi Mengjiqi albán zeneszerző 2008-ban készült műve. Spanyolország, Bosznia-Hercegovina, San Marino és az Egyesült Királyság himnuszaihoz hasonlóan nincs hivatalosan elfogadott szövege, hogy az országban meglévő nyelvi ellentétek ne fokozzák az etnikai feszültségeket. A dalt 2008. június 11-én fogadta el a koszovói parlament, 72 igen, 15 nem és 5 tartózkodás mellett.

## A pályázat
2008. március 12-én Pristinában pályázatot hirdettek a himnusz zenéjének megkomponálására. A feltételek a következők voltak:
- A zenének és a szövegnek egyedinek kell lennie;
- A zene nem lehet hosszabb 60 másodpercnél;
- A szöveg lehet a hivatalos nyelvek (albán, szerb) bármelyikén, de mindkét népcsoportnak kedveznie kell;
- Az elkészült műveket 2008. március 31-ig kell beküldeni;
- A győztes mű szerzője 10 000 euró jutalomban részesül, a második és harmadik helyezett 7000 és 5000 euró jutalmat kap.

## Legtöbbször használt szöveg
| Albán nyelven | Szerb nyelven | Magyar fordítás |
| --- | --- | --- |
| O mëmëdhe i dashur, vend i trimnisë Çerdhe e dashurisë N`ty shqipet fluturojnë dhe yjet ndriçojnë Vend i të parëve tonë Ti qofsh bekue për jetë e mot O nënë e jonë Ne të dalim Zot O mëmëdhe i dashur, vend i trimnisë Çerdhe e dashurisë | О, мила домовино, земљо храбрости Гнездо љубави Око тебе орлови лете и звезде сијају Земљо наших предака Буди благословена за живот и године О, наша мајко Ми ћемо те заштити О, мила домовино, земљо храбрости Гнездо љубави | Ó, szeretett hazám, a bátorság földje A szeretet fészke Feletted sasok szállnak és csillagok ragyognak A mi őseink földje. Légy áldott egy életre és évekre Ó, édesanyánk Megvédünk téged Ó szeretett hazánk, a bátorság földje A szeretet fészke. |